# Лог, Майкл
Майкл Лог (ирл. Michael Logue; 1 октября 1840, Килмакренан, Соединённое королевство Великобритании и Ирландии — 19 ноября 1924, Арма, Ирландское Свободное государство) — ирландский кардинал. Епископ Рафо с 13 мая 1879 по 19 апреля 1887. Титулярный епископ Аназарбе и коадъютор Армы, с правом наследования, с 19 апреля по 3 декабря 1887. Архиепископ Армы с 3 декабря 1887 по 19 ноября 1924. Кардинал-священник с 16 января 1893, с титулом церкви Санта-Мария-делла-Паче с 19 января 1893. Кардинал-протопресвитер с 24 марта 1921 по 19 ноября 1924.